# Brodowo (osada leśna w województwie wielkopolskim)
Brodowo – osada leśna w Polsce, położona w województwie wielkopolskim, w powiecie średzkim, w gminie Środa Wielkopolska.
W latach 1975–1998 miejscowość administracyjnie należała do województwa poznańskiego.
Zobacz też: Brodowo, Brodowo-Bąboły, Brodowo-Wity, Brodów